# Чесма „Четири лава“
Чесма „Четири лава“ је једна од најпознатијих грађевина у старом језгру Сремских Карловаца, као Просторне културно-историјске целине изузетног значаја за Србију.
Чесма се налази у средишњем делу Трга Бранка Радичевића, као главног трга Сремских Карловаца.

## Историјат
Чесма „Четири лава“ је подигнута 1799. године, у част завршетка радова око првог водовода у Сремским Карловцима. За подизање чесме посебно се залагао градски физик др Јован Живковић, док је главни покровитељ био митрополит Стефан Стратимировић.
Чесма је обнављана 1858. и 1925. године, а о чему сведоче записи на каменим плочама изнад базена чесме. Поред тога, чесма је и премештена 1903. године на данашње место, после изградње данашњег здања Гимназије.
Последња обнова чесме урађена је 2007. године средствима професора Миодрага Радуловачког. Пројекат обнове и његово спровођење извео је Покрајински завод за заштиту споменика.

## Изглед
Чесма „Четири лава“ је постављена на узвишењу од три мермерне степенице, а чине је мермерни базен од црвеног камена и чесмени стубац квадратног пресека, са широком, профилисаном плинтом одозго и барокном вазом на врху. Мермер од којег је изграђена чесма познат је под именом „vörös marvany“ (црвени мермер) и вађен је из каменолома у близини Печуја у Мађарској. Из склопљених чељусти металних лављих глава излазе бакарне луле, кроз које непрекидно тече вода. Каптирање извора који је избијао испред Саборне цркве извршено је 1998. године, а после две године изведене су инсталације водовода и канализације, којима је чесма прикључена на градску водоводну мрежу.
Постоји предање да ће се свако ко попије воде са ове чесме једном вратити у Сремске Карловце и ту се венчати.